# François Levaillant

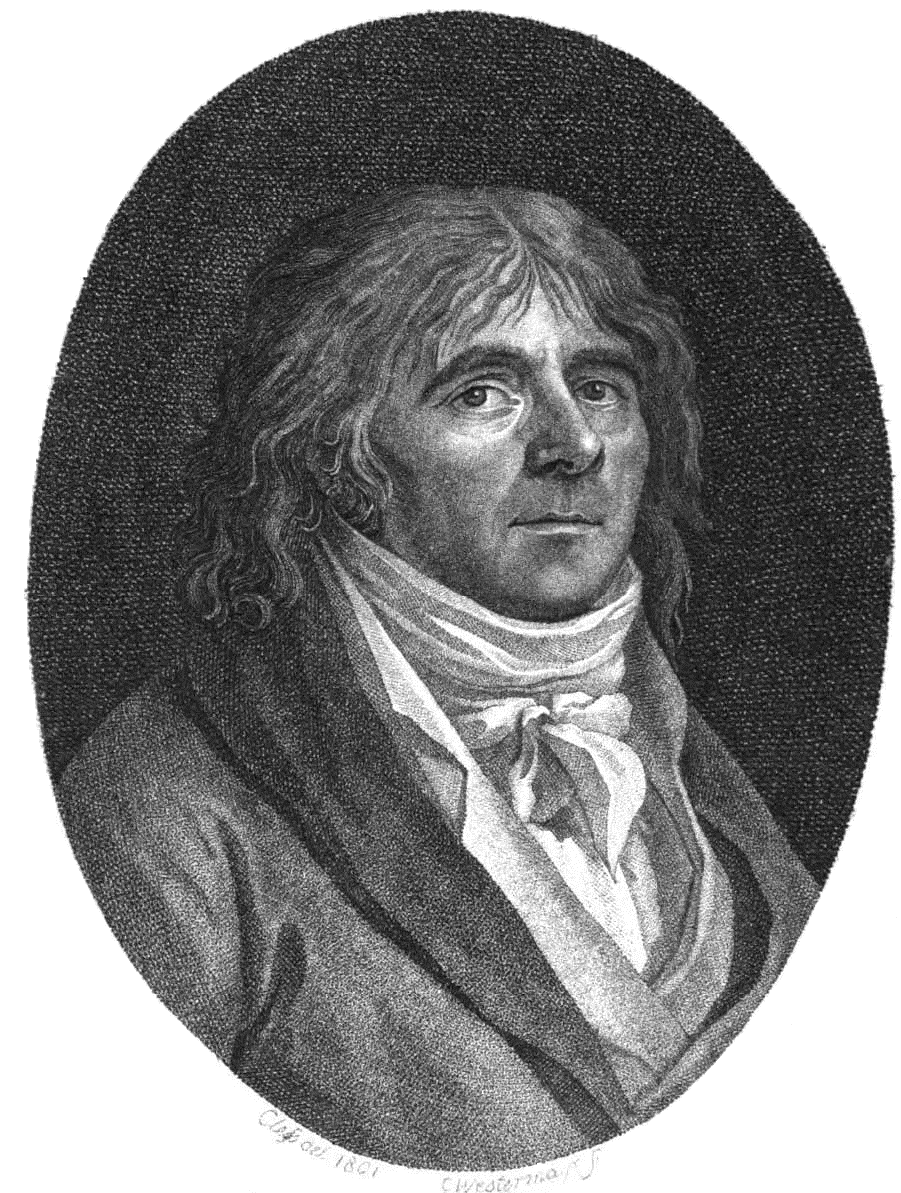
François Levaillant

François Levaillant oder Le Vaillant (* 6. August 1753 in Paramaribo; † 22. November 1824 in La Noue) war ein französischer Autor, Entdecker, Naturwissenschaftler und Ornithologe.

## Leben
François Levaillant wurde als Sohn eines wohlhabenden Kaufmanns aus Metz und französischen Konsuls in Paramaribo, der Hauptstadt von Suriname geboren. Hier im angrenzenden tropischen Dschungel wurde bereits in jungen Jahren sein Interesse an der Natur und am Beobachten und Sammeln der Flora und Fauna geweckt.
Als sein Vater 1763 nach Europa zurückkehrte, begann Levaillant sein Studium der Naturwissenschaften in Metz. Von Jacob Temminck, dem Schatzmeister der Niederländischen Ostindien-Kompanie, wurde er 1781 in die Kapkolonie geschickt, um dort Spezies von Vögeln zu sammeln. Er unternahm bis 1784 drei Reisen in der Region: eine um Kapstadt herum und zur Saldanha Bay, eine östlich des Kaps der Guten Hoffnung und die dritte nördlich des Oranje-Flusses und in das Namaqualand.
Nach der Rückkehr veröffentlichte er seine Reiseerlebnisse unter den Titeln Voyage dans l'intérieur de l’Afrique (1790, 2 Bände) und Second voyage dans l’intérieur de l’Afrique (1796, 3 Bände), die beide in mehrere Sprachen übersetzt wurden. Er veröffentlichte des Weiteren Berichte über afrikanische Vögel (Histoire naturelle des oiseaux d’Afrique, 1796–1808, 6 Bände) mit Zeichnungen von Jacques Barraband, Histoire naturelle des oiseaux de paradis (1801–1806), Histoire naturelle des cotingas et des todiers (1804) und Histoire naturelle des calaos (1804). Levaillants Zeichnungen beeinflussten oft die wissenschaftlichen Benennungen, die von anderen vergeben wurden, wie z. B. Louis Pierre Vieillot.
Über 2000 Vogelbälge sandte Levaillant an Jacob Temminck, der seine Expedition finanziert hatte; sie wurden von dessen Sohn Coenraad Jacob Temminck untersucht und in die Sammlungen des Museums von Leiden aufgenommen. Andere Musterexemplare gelangten in das Kabinett von Joan Raye jun. (1737–1823), dem Sohn des ehemaligen Generalgouverneurs von Suriname, Joan Raye. Diese Sammlung wurde vom Rijksmuseum van Natuurlijke Historie, dem heutigen Naturkundemuseum Naturalis in Leiden, in den späten 1820er Jahren angekauft.
1809 wurde er als korrespondierendes Mitglied in die Russische Akademie der Wissenschaften in Sankt Petersburg aufgenommen.
Levaillant starb in dem französischen Ort La Noue, in der Nähe von Sézanne (Marne).

## Vogelnamen

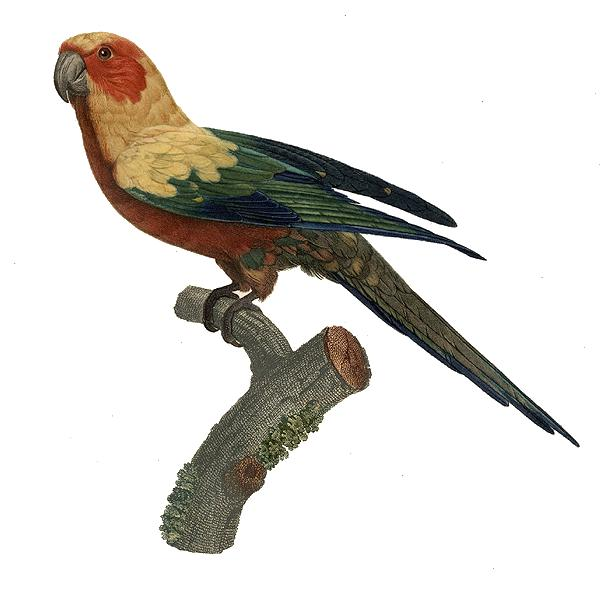
Illustration von Jacques Barraband für Levaillants Histoire Naturelle des Perroquets

Levaillant lehnte die biologische Nomenklatur, die von Carl von Linné eingeführt worden war, ab und gab den von ihm neu entdeckten Arten nur französische Namen. Einige davon sind immer noch in Gebrauch, wie zum Beispiel der Gaukler (franz. Bateleur; Terathopius ecaudatus). Anderen Naturwissenschaftlern blieb es überlassen, seinen Neuentdeckungen binominale Namen zuzuordnen. Einige davon ehrten Levaillant durch ihre Benennung:
- Haubenbartvogel (Trachyphonus vaillantii)
- Levaillants Kuckuck (Clamator levaillantii)
- Atlasgrünspecht (Picus vaillantii)

## Schriften

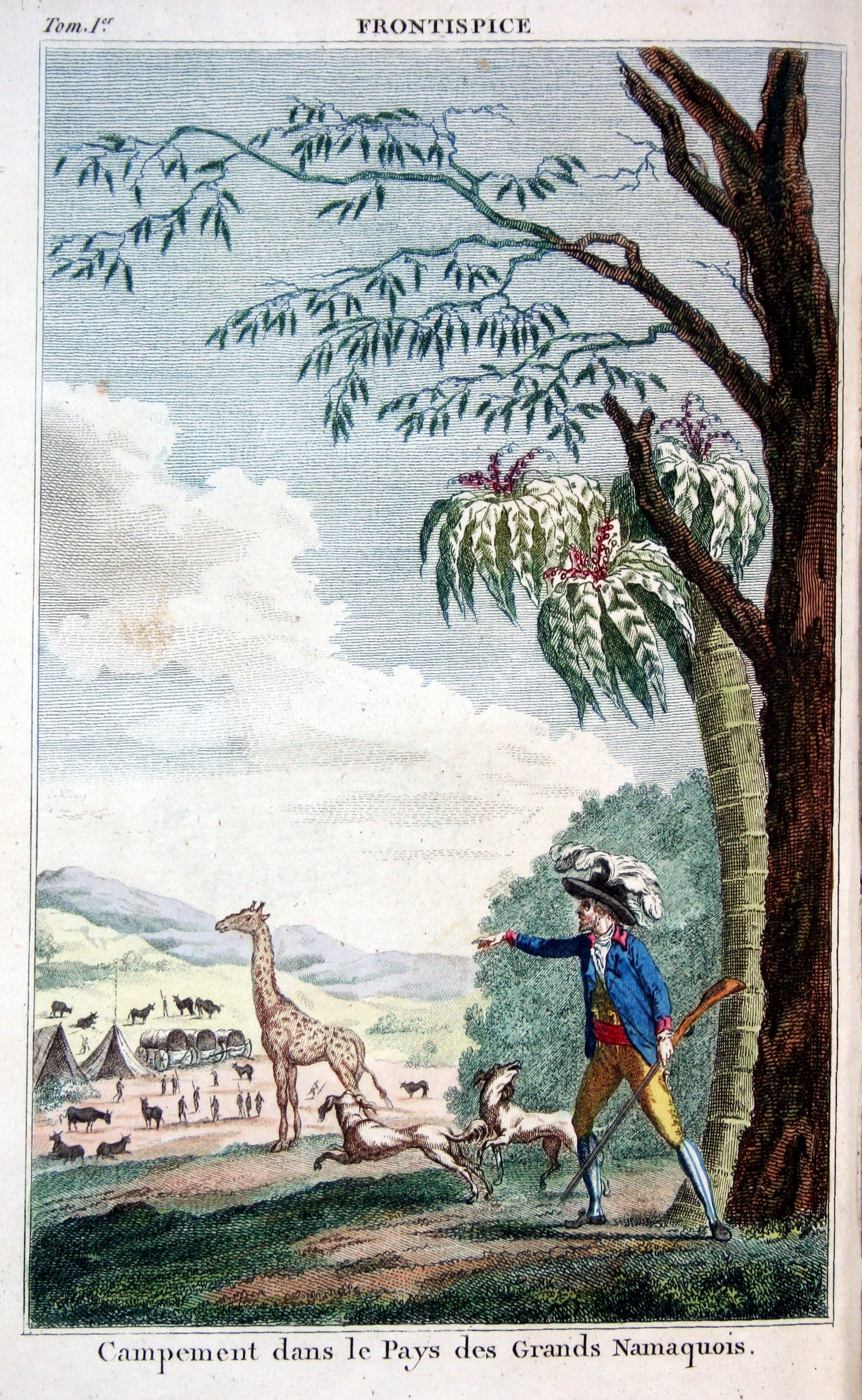
Frontispiz des Buches Voyage dans l'intérieur de l’Afrique

- François Le Vaillant: Voyage de M. Le Vaillant dans l’Intérieur de l’Afrique par Le Cap de Bonne Espérance, dans Les années 1783, 84 & 85. Paris Leroy, 1790, 2 Bände.
- François Levaillant: Second voyage dans l’intérieur de l’Afrique, par le Cap de Bonne-Espérance, dans les annees 1783, 84 et 85. Paris H. J. Jansen et Comp.,  An III (1795), 3 Bände. 1. Band, 2. Band, 3. Band
- Histoire naturelle d’une partie d’oiseaux nouveaux et rares de l’Amérique et des Indes : ouvrage destiné par l’auteur à faire partie de son ornithologie d’Afrique. Paris 1801. 1. Band
- Histoire naturelle des perroquets, Paris Levrault, Schoell & Cie, An IX-XII (1801–1805), 2 Bände. 1. Band, 2. Band.
- Histoire naturelle des oiseaux de paradis et des rolliers, suivie de celles des toucans et des barbus, Paris, Denné le jeune & Perlet, (1801–1806), 2 Bände.
- Histoire naturelle des promérops et des guêpiers (et des couroucous et touracos, faisant suite à celle des oiseaux de paradis), Paris Levrault, (1806) 1807, (1816 oder 1818) 3 Bände.
- Histoire Naturelle des Oiseaux d’Afrique. Paris, Delachaussee, XIII-1805-1808. 6 Bände. 1. Band, 2. Band, 4. Band, 5. Band, 6. Band.
- Partie Méridionale de l’Afrique depuis le Tropique du Capricorne jusqu’au Cap de Bonne Espérance contenant les Pays des Hottentots, des Cafres et de quelques autres Nations / dressée pour le Roi sur les observations de M. Le Vaillant par M. de Laborde, ancien premier valet de chambre du Roi, gouverneur du Louvre, l'un des Fermiers généraux de Sa Majesté

In deutscher Übersetzung:
- Francois Levaillant: Reisen in das Innere von Afrika, während der Jahre 1780 bis 1785. Aus dem Französischen übersetzt. Mit Anmerkungen versehen von Johann Reinhold Forster.
  - 1. Bd., Christian Friedrich Voß und Sohn, Berlin 1790, Digitalisat, neue Aufl. 1801 Digitalisat
  - 2. Bd., Voß, Berlin, 1795, Digitalisat
  - 3. Bd., Voß, Berlin, 1796, Digitalisat
- Francois Levaillant: Vaillants zweite Reise in das Innere von Afrika. Aus dem Französischen von neuem frei übersetzt und abgekürzt. (In der Reihe: Fortsetzung der Campischen Reisebeschreibung für die Jugend als 5. und 6. Teil)
  - Erster Theil. Schulbuchhandlung, Braunschweig 1799, Digitalisat
  - Zweiter Theil. Johannes Grözinger, Reutlingen 1802, Digitalisat